# (1292) Luce
(1292) Luce est un astéroïde de la ceinture principale, située entre Mars et Jupiter.

## Découverte
Il a été découvert le 17 septembre 1933 à l'Observatoire royal de Belgique d'Uccle par Fernand Rigaux, qui le nomma du prénom de sa femme Luce. Sa désignation provisoire était 1933 SH.

## Caractéristiques
On connait peu de choses sur cet astéroïde. Sa magnitude est de 11,3 et il tourne sur lui-même en 6,9541 heures.